# Google Play Music
Google Play Music fue un servicio de almacenamiento y sincronización de música en la nube que operó Google como parte de su línea de servicios de Google Play. El servicio fue anunciado el 10 de mayo de 2011. Después de estar por un periodo de 6 meses en fase beta por invitación, el servicio fue lanzado al público el 16 de noviembre de 2011 en Estados Unidos.
En agosto de 2020, Google anunció que el servicio comenzaría a cerrarse gradualmente en septiembre y sería reemplazado por YouTube Music y Google Podcasts en diciembre de 2020.

## Historia
El servicio musical de Google fue sugerido por primera vez durante la conferencia Google I/O en 2010, donde el entonces vicepresidente Vic Gundotra mostró una sección de "música" del entonces llamado Android Market en una presentación.
Un servicio de música fue anunciado durante la conferencia de desarrolladores Google I/O del 10 de mayo de 2011, bajo el nombre "Music Beta".
Inicialmente, el servicio tenía una funcionalidad limitada, y solo se podía acceder desde Estados Unidos y a través de invitación; el servicio presentaba un "casillero de música" sin costo para el almacenamiento de hasta 20 000 canciones, pero no había ninguna tienda de música presente durante la versión beta, ya que Google aún no llegaba a acuerdos de licencia con los principales sellos discográficos.
Después de estar por un periodo de 6 meses en fase beta, Google lanzó el servicio de manera pública en los Estados Unidos el 16 de noviembre de 2011, bajo el nombre "Google Music". En el evento donde Google anunció su lanzamiento público se presentaron varias características del servicio, incluyendo una tienda de música integrada en el entonces llamado Android Market, el intercambio de música a través de la red social Google+, y páginas donde los artistas podían publicar su propia música.
En marzo de 2012, Google cambió el nombre de Android Market y sus servicios de contenido digital como "Google Play". Con este cambio, el servicio de música pasó a llamarse "Google Play Music".
Google Play Music fue una de las primeras cuatro aplicaciones compatibles con Chromecast, reproductor de medios digitales de Google lanzado en julio de 2013.
En junio de 2018, Google anunció sus planes para la transición de sus suscriptores de Google Play Music al servicio YouTube Music. En mayo de 2020, la aplicación de YouTube Music agregó una opción para transferir colecciones, listas y preferencias provenientes de Google Play Music. En agosto de 2020, Google anunció el cierre del servicio, comenzando de manera progresiva a finales de agosto y concluyendo en diciembre del mismo año. El servicio fue discontinuado en diciembre de 2020, siendo reemplazado por Youtube Music y Google Podcasts.

## Características
El servicio era accesible vía navegador, cliente de escritorio y smartphones con Android, aunque también se puede acceder desde otros sistemas operativos móviles siempre y cuando soporten Adobe Flash.
El servicio permitía el almacenamiento gratuito de canciones propias hasta por un total de 50 000, que al sincronizarse en la nube, se podía acceder desde cualquier punto. Otras características eran la posibilidad de crear listas manuales o inteligentes, dejando que el gestor musical haga listas automáticas sobre la base de coincidencias.

## Disponibilidad
Google Play Music se encontraba disponible en dispositivos con sistema operativo Android e iOS, en los siguientes países: Alemania, Argentina, Australia, Austria, Bélgica, Bielorrusia, Bolivia, Bosnia y Herzegovina, Brasil, Bulgaria, Canadá, Chile, Chipre, Colombia, Costa Rica, Croacia, Dinamarca, Ecuador, El Salvador, Eslovaquia, Eslovenia, España, Estados Unidos, Estonia, Finlandia, Francia, Grecia, Guatemala, Honduras, Hungría, Irlanda, Islandia, Italia, Japón, Letonia, Liechtenstein, Lituania, Luxemburgo, Macedonia del Norte, Malta, México, Nicaragua, Noruega, Nueva Zelanda, Países Bajos, Panamá, Paraguay, Perú, Polonia, Portugal, Reino Unido, República Checa, República Dominicana, Rumania, Rusia, Serbia, Sudáfrica, Suecia, Suiza, Ucrania, Uruguay y Venezuela.
A partir de diciembre de 2020, se empezó a mostrar avisos en los que ya no permitía abrir la aplicación, esto debido a la finalización de los servicios de Google Play Music. En este aviso, el usuario aún podía hacer una migración de su información a YouTube Music.